# Edgar Ferreira do Amaral
Edgar Ferreira do Amaral (* 21. März 1894 in Rio de Janeiro; † 27. Juni 1978 ebenda) war ein brasilianischer General, der zuletzt zwischen 1958 und 1960 Chef des Generalstabes der Streitkräfte (Ministro-chefe do Estado-Maior das Forças Armadas) war.

## Leben
Ferreira do Amaral absolvierte eine Offiziersausbildung im Heer (Exército Brasileiro) der Streitkräfte (Forças Armadas do Brasil) und fand im Anschluss verschiedene Verwendungen als Offizier sowie Stabsoffizier. Nach seiner Beförderung zum Oberstleutnant am 25. Dezember 1937 war er zwischen dem 7. Dezember 1939 und dem 9. Januar 1941 Leiter des Militärzentrums für körperliche Ausbildung ( Centro de Educação Física do Exército Brasileiro), wo er am 25. Dezember 1940 zum Oberst befördert wurde. Nach weiteren Verwendungen wurde er am 27. April 1945 zum Brigadegeneral befördert und war zwischen dem 7. Oktober 1946 und dem 23. November 1948 Generalsekretär für das Heer im Kriegsministerium sowie zugleich von 1947 bis 1949 Militärattaché an der Botschaft in den USA. Er erhielt am 15. September 1949 seine Beförderung zum Generalmajor und war von November 1950 bis März 1951 Leiter der brasilianischen Delegation im Interamerikanischen Verteidigungsausschuss (Inter-American Defense Board) sowie zwischen dem 24. August 1955 und dem 24. Oktober 1956 Oberkommandierender der Militärkommandos Süd CMS (Comando Militar do Sul).
Am 13. Juni 1958 wurde Amaral von Staatspräsident Juscelino Kubitschek zum Nachfolger von General Octávio Saldanha Mazza als Chef des Generalstabes der Streitkräfte (Ministro-chefe do Estado-Maior das Forças Armadas) ernannt. Diesen Posten hatte er bis zum 5. Januar 1960 inne und wurde daraufhin von General Arthur Hescket Hall abgelöst.

## Weblink
- Eintrag in Generals.dk